# 한국통계정보원
재단법인 한국통계정보원(韓國統計情報院 Korea Staticstical Information Institute)은 2011년 4월 대한민국 민법에 의해 설립된 비영리 재단법인으로 대한민국 통계청의 정보화 사업에 대한 시스템 구축과 운영을 지원하며, 이 외에도 타 기관의 통계업무와 일반업무에 대한 정보화 사업 지원을 주요 업무로하는 전문기관으로 대전광역시 서구 둔산대로 117번길 18, 6층(만년동, 거상빌딩) 있다.

## 주요기능
- 국가통계포털(KOSIS)의 운영 및 관리
- 통계조사 및 자료처리시스템 개발 및 운영
- 통계데이터베이스 구축 및 관리
- 마이크로데이터 구축 및 운영
- 통계GIS시스템 구축 및 운영
- 통계정보시스템 보급 및 지원
- 인공위성이나 항공영상을 활용한 통계시스템 구축 및 운영
- 통계행정업무 정보화 지원
- 컴퓨터관련 하드웨어 및 소프트웨어 판매
- 기타 정보화 사업 구축 및 운영 관리

## 연혁
- 2014년 2월 사업 착수 9개 사업 이행
- 2014년 5월 기업생멸 행정통계 활용방안 세미나 개최
- 2013년 2월 사업 착수 7개 사업 이행
- 2012년 1월 본원사무소 주소이전
- 2012년 2월 사업 착수 5개 사업 이행 10직제 및 조직 개편(운영사업본부, 기술사업본부 신설)
- 2011년 4월 한국통계정보원 개원
- 2011년 5월 개원식, 사업 착수 4개 사업 이행

## 참조
한국통계정보원홈페이지